# Carl von Liebermeister
Carl von Liebermeister (Ronsdorf, 2 febbraio 1833 – Tubinga, 24 dicembre 1901) è stato un patologo tedesco.

## Biografia
Nel 1856 ottenne la laurea in medicina a Greifswald e nel 1860 divenne assistente di Felix von Niemeyer (1820-1871) presso l'Università di Tubinga. Nel 1864 divenne professore di patologia a Basilea e nel 1871 ritornò a Tubinga come successore di Niemeyer.
Liebermeister è ricordato per il suo lavoro che coinvolge la patofisiologia della febbre e sulla ricerca di trattamenti antipiretici come l'idroterapia. Il suo nome è associato a un termine che si occupa della frequenza del polso di un individuo e la temperatura del corpo quando è febbrile. "La regola di Liebermeister" afferma che nella tachicardia, i battiti del polso aumentano ad una velocità di circa otto battiti al minuto per ogni grado Celsius.
Liebermeister era interessato a molti aspetti della medicina, pubblicando articoli su una vasta gamma di argomenti. Tra i suoi scritti più noti vi era Handbuch der Pathologie und Therapie des Fiebers (Manuale di patologia e terapia delle febbri, 1875). Inoltre, fu autore di un'opera completa sul colera chiamata Cholera Asiatica e Cholera Nostras, un trattato che fu incluso in Specielle Pathologie und Therapie di Hermann Nothnagel.